# Константиновский городской совет
 Константиновский городской совет — одна из административно-территориальных единиц в составе Донецкой области. Территориально совпадает с городом Константиновка

## Состав
Константиновский городской совет — 95 111 чел.
- город Константиновка — 95 111 чел.

Всего: 1 город.

## Экономика
Металлургическая (Константиновский металлургический завод, Укрцинк), химическая промышленность, машиностроение (Константиновский завод высоковольтной аппаратуры), промышленность строительных материалов (Автостекло).

## Депутатский состав
Численность депутатов — 37 человек.
На местных выборах в 2020 году в местный совет прошло 4 партии:
- Опозиционный блок "За жизнь"
- Опозиционный блок
- Слуга народа
- Наш край